# Michael Krickl

Michael Krickl, 1924

Michael Krickl (* 24. Oktober 1883 in Wultendorf; † 15. Oktober 1949 in Wien) war ein österreichischer Schriftsteller und Heimatdichter aus Niederösterreich.

## Leben
Michael Krickl wurde dem Ehepaar Thomas und Anna-Maria Krickl (geb. Muck) als viertes von zehn Kindern in Wultendorf bei Staatz im Bezirk Mistelbach geboren. Über seine Jugend und Familie erzählt der Dichter selbst in zahlreichen Kurzgeschichten. Nach pädagogischer Ausbildung in Brünn ergriff Krickl den Beruf des Lehrers. Nach kurzer Lehrtätigkeit in Kleinhadersdorf, Laa an der Thaya und Staatz wurde er 1909 an die Bürgerschule in Mistelbach berufen, die er in den Jahren 1928 bis 1930 auch leitete. 1931 übernahm er als Direktor die Knabenhauptschule in Bruck an der Leitha.
Im Jahr 1912 veröffentlichte Krickl seine erste Kurzgeschichte in der Wochenzeitung Mistelbacher Bote, worin in der folgenden Zeit bis 1942 nahezu 80 weitere Geschichten folgten. In der Brucker Lokalzeitung Grenzbote erschienen zahlreiche weitere Veröffentlichungen von ihm. Er verfasste weit über 300 Werke, meist Kurzgeschichten, Erzählungen, Landschafts- und Reiseschilderungen sowie Anlassdichtungen.
Michael Krickl verstarb am 15. Oktober 1949 in einem Wiener Krankenhaus. Sein Grab befindet sich auf dem Friedhof in Bruck an der Leitha.

### Nachruf
Ein Nachruf, erschienen im Grenzboten vom 23. Oktober 1949:

„Hauptschuldirektor M. Krickl †

Hauptschuldirektor Michael Krickl ist plötzlich verschieden. Mit dem Verstorbenen ist einer unserer besten Heimatdichter von uns gegangen. Schlicht und anspruchslos erschienen seine Schilderungen voll zarter Poesie, ein Bekenntnis zum Bauerntum aus dem er stammte, seine liebevolle Darstellung des dörfischen Lebens und seiner Kindheit darin. Er war ein feinfühliger, meisterhafter Kleinmaler, der das Leben, wie es ihn umgab, in ungekünstelter Prosa zu schildern vermochte. Gemütvolles, kerniges Österreichertum, Launigkeit und Frohsinn, in dem oft die österreichische Wehmut über die Vergänglichkeit des Lebens mitschwang, sprach sich in ihr aus.
Krickl war auch ein guter Vortragender und zu dem, der sie hörte, werden die zwei Vorträge in der „Urania“ unvergeßlich bleiben, in denen er das Erleben des dörfischen Seins mit seiner Ruhe, aber auch mit seinen Bräuchen von Neujahr bis zu Silvester, sein Vaterhaus, die liebevolle Gestalt seiner Mutter, schilderte. Es ist zu bedauern, daß die Aufsätze und zahlreichen schriftstellerischen Arbeiten des Heimatdichters Krickl bis jetzt noch nicht, in einem Bändchen vereint, in Druck erschienen sind.
Hauptschuldirektor Krickl war Jahre hindurch ein treuer Mitarbeiter des „Grenzboten“. Es ist bedauernswert, daß ein Großteil seiner schriftstellerischen Arbeiten verloren ging. Krickl wird in den Herzen aller, die ihn und seine Schriften kannten, weiterleben. Ehre seinem Andenken!“

### Würdigung
Eine Würdigung der literarischen Arbeit Herbert Krickls erfolgte im Heimatbuch des Bezirkes Bruck an der Leitha (1953) im Abschnitt „Hervorragende Persönlichkeiten“:

„Michael Krickl, von 1931 bis 1934 Direktor der Hauptschule in Bruck, geboren 1883 als Sohn eines Bauern in Wultendorf, Niederösterreich, gestorben 1949.
Er hat in kurzen Erzählungen das dörfliche Leben seiner Heimat im Weinviertel mit warmem Gemüt und klarem Blick treffend dargestellt. Es ist schade, daß diese in verschiedenen Lokalblättern erschienenen Aufsätze nicht gesammelt herausgegeben wurden. Interessante Eigenheiten unserer Heimat in Sprache und Sitte, die schon halb der Vergangenheit angehören, hätten dadurch vor dem Vergessenwerden gerettet werden können.“

### Sammelbände und Nachdruck
Ab 2009 haben Irene und Detlev Gamon Werke von Michael Krickl zur Wiederveröffentlichung aufbereitet. Im Zuge dessen haben sie Texte von ihm in drei Sammelbänden vereinigt, zudem wurde das einzige von Michael Krickl selbst verlegte Buch Auf dem Buschberg als Nachdruck neu herausgegeben.

## Publikationen
- Irene Gamon, Detlev Gamon (Hrsg.): Michael Krickl: Auf dem Buschberg. Selbstverlag, Hüttendorf 2012 (Nachdruck der in Mistelbach erschienenen Ausgabe 1926), ISBN 978-3-9503371-0-5.
- Irene Gamon, Detlev Gamon (Hrsg.): Michael Krickl – Band 1: Geschichten aus dem Weinviertel – Teil 1. 2. Auflage, Selbstverlag, Hüttendorf 2013, ISBN 978-3-9503371-1-2.
- Irene Gamon, Detlev Gamon (Hrsg.): Michael Krickl – Band 2: Geschichten aus dem Weinviertel – Teil 2. Selbstverlag, Hüttendorf 2012, ISBN 978-3-9503371-2-9.
- Irene Gamon, Detlev Gamon (Hrsg.): Michael Krickl – Band 3: Geschichten aus Bruck an der Leitha, Burgenland und dem Weinviertel. Selbstverlag, Hüttendorf 2013, ISBN 978-3-9503371-3-6.
- ’s Kellergehn. In: Wolfgang Paar, Johannes Rieder (Hrsg.): Weinviertler Kellerleben. Edition Winkler-Hermaden, Schleinbach 2017, ISBN 978-3-9504475-2-1, S. 7.